# Dr. Lakra
Jerónimo López Ramírez (Ciudad de México, 1972), más conocido como Dr. Lakra, es un artista mexicano. Produce desde Oaxaca, México y su trabajo abarca la pintura mural, el dibujo, el tatuaje, el collage y la escultura con temáticas relacionadas con fetiches, mitos, tabúes y rituales de diferentes culturas.

## Biografía
Jerónimo López Ramírez es hijo del pintor Francisco Toledo y la poeta Elisa Ramírez Castañeda.
En 1988 abandona la preparatoria y se une al Taller de los Viernes de Gabriel Orozco en Tlalpan. López Ramírez viaja a Berlín en 1989 justo después de la caída del muro de Berlín. Adopta el nombre de Dr. Lakra en 1991 y se establece a esta ciudad donde comenzó a trabajar como tatuador hasta 1993, cuando se muda a California. En Estados Unidos tatuó a inmigrantes, pandilleros y presidiarios, también conoce a Ed Hardy durante una convención de tatuajes. Ambos tienen tatuajes realizados por ellos. 
Adquirió el nombre de Dr. Lakra ya que cuando se inició como tatuador traía un maletín de doctor y alguien comenzó a llamarle así. Él agregó la palabra "Lakra", cuyo significado coincide con la temática de su trabajo.
A su regreso a México en 1994, funda Dermafilia en Coyoacán, un estudio colectivo de tatuajes que sería el primero en el país. Desde 1999 se asoció a la galería kurimanzutto, un espacio de arte contemporáneo formado por varios de los artistas que asistían al Taller de los Viernes y que lo representa desde esa fecha.

## Obra
Llegó al Taller de los Viernes para aprender diferentes técnicas y comenzó a explorar la pintura, el dibujo y collage. De aquí que la obra de Dr. Lakra se caracteriza por intervenir con dibujo pósteres, revistas, postales e incluso objetos, en su mayoría de naturaleza erótica.  
Una parte esencial de su trabajo creativo es la búsqueda de imágenes y materiales. La mayoría de las mujeres que aparecen en la obra de Dr. Lakra son de épocas pasadas, generalmente de la década de los 50, lo que hace congruente el erotismo y lo macabro.
El artista a menudo yuxtapone  frases de la cultura popular, imaginería religiosa, juguetes, personajes de cine y televisión. Juega con ideologías dominantes, con lo que es considerado correcto e incorrecto y un sentido del humor subversivo.

## Exposiciones
Dr. Lakra ha participado en numerosas exposiciones individuales y colectivas en diferentes países como Alemania, Canadá, Dinamarca, España, Estados Unidos, Filipinas, Francia, Italia, México, Perú, Polonia, Portugal, Reino Unido y Suecia.